# Monte Monadnock

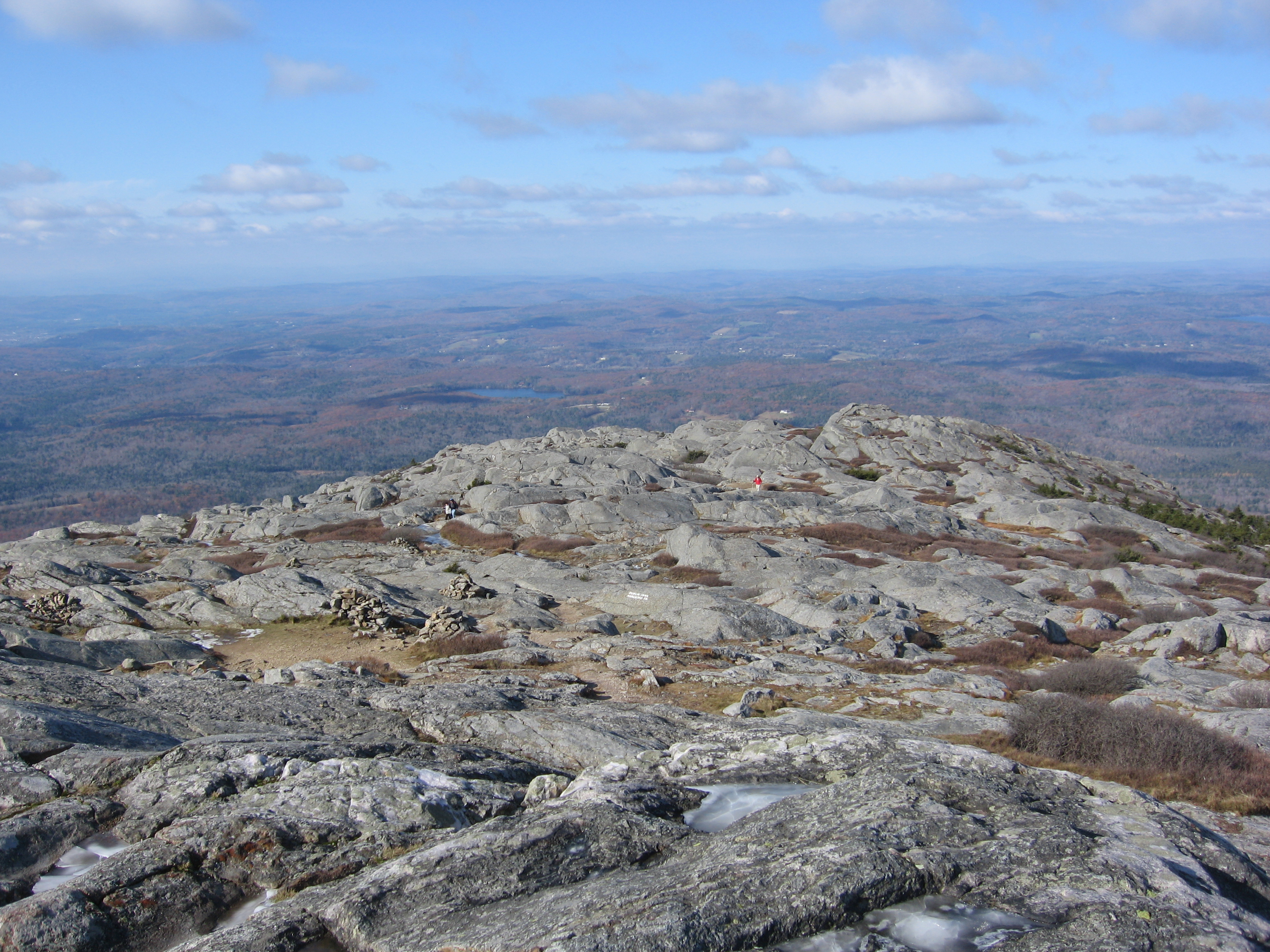
Planicie rocosa en la cumbre del monte Monadnock

El monte Monadnock, o Gran Monadnock, es una montaña que se encuentra en el estado de Nuevo Hampshire en la región de Nueva Inglaterra en Estados Unidos, conocida por ser mencionada en las obras de Ralph Waldo Emerson y Henry David Thoreau. Es el pico montañoso más prominente en las montañas Blancas de New Hampshire y los Berkshires de Massachusetts, y es el punto más elevado en el condado de Cheshire en New Hampshire.
Con 965 m de altura, el Monte Monadnock es casi 300 m más alto que cualquier otro pico montañoso en un radio de 47 km y se eleva unos 600 m por sobre el paisaje circundante. El Monte Monadnock, ubicado a 95 km al noroeste de Boston y 60 km al suroeste de Concord, se encuentra entre las ciudades de Jaffrey y Dublin, New Hampshire.
El término "monadnock" es utilizado por los geólogos norteamericanos para describir a toda montaña aislada formada por la exposición de una roca dura como resultado de procesos de erosión de la materia que alguna vez la rodeó (una formación denominada usualmente inselberg).
La cima del Monadnock se encuentra desprovista de vegetación, siendo rocosa y ofrece vistas amplias del paisaje circundante. Existen varias sendas que permiten ascender a la montaña, incluidas la senda Metacomet-Monadnock de 170 km de extensión y la senda Monadnock-Sunapee Greenway de 80 km de extensión.
La montaña posee laderas despejadas principalmente a causa de los incendios iniciados por los primeros colonos. El primer gran incendio iniciado en 1800 para despejar las laderas inferiores y convertirlas en campos de pastura, se extendió por sobre los bosques de picea roja en la cumbre y laderas de la montaña. Los efectos de incendios y huracanes solo dejaron árboles caídos de lo que antiguamente habían sido bosques. Entre 1810 y 1820, los agricultores locales que creían que los lobos tenían madrigueras entre los árboles caídos, le prendieron fuego nuevamente a la montaña. El incendio duró semanas y destruyó la capa superior de tierra y desnudó a la montaña por sobre la cota de los 700 m.

## Senderos
- Sendero Metacomet-Monadnock
- Monadnock-Sunapee Greenway Trail Club
- Mapas, Senderos e Información adicional Archivado el 26 de agosto de 2011 en Wayback Machine.

- Datos: Q289542
- Multimedia: Mount Monadnock / Q289542